# Frutta e verdura
Frutta e verdura — двадцать третий студийный альбом итальянской певицы Мины, выпущенный в 1973 году на лейбле PDU.
Альбом изначально выпускался вместе с другим альбомом певицы, Amanti di valore, как двойной альбом. Оба они вошли в итальянский альбомный чарт и заняли там первое место как в еженедельном рейтинге; отдельно Frutta e verdura занял второе как в еженедельном, так и в годовом.

## Список композиций
| №  | Название                  | Автор(ы)                              | Длительность |
| -- | ------------------------- | ------------------------------------- | ------------ |
| 1. | «Fa’ qualcosa»            | Альберто Теста, Вальтер Мальгони      | 3:58         |
| 2. | «Non tornare più»         | Франко Калифано, Дарио Балдан Бимбо   | 4:42         |
| 3. | «Devo tornare a casa mia» | Луиджи Клаузетти, Аскри               | 3:50         |
| 4. | «Domenica sera»           | Стефано Скандолара, Корадо Кастеллари | 3:20         |
| 5. | «La vigilia di Natale»    | Андреа Ло Веккьо, Шел Шапиро          | 3:38         |

| №  | Название                               | Автор(ы)                                | Длительность |
| -- | -------------------------------------- | --------------------------------------- | ------------ |
| 1. | «Questo si, questo no»                 | Джорджо Калабрезе, Пино Донаджо         | 4:20         |
| 2. | «Dichiarazione d’amore»                | Вито Паллавичини, Альберто Анелли       | 3:00         |
| 3. | «La pioggia di marzo (Aguas de março)» | Джорджо Калабрезе, Антониу Карлос Жобин | 3:40         |
| 4. | «Tentiamo ancora»                      | Андреа Ло Веккьо, Пино Прести           | 3:35         |
| 5. | «E poi…»                               | Андреа Ло Веккьо, Шел Шапиро            | 4:47         |

## Чарты
| Чарт (1973–74)                                       | Высшая позиция | Недель в чарте |
| ---------------------------------------------------- | -------------- | -------------- |
| Италия (Musica e dischi) · вместе с Amanti di valore | 1              | 15             |
| Италия (Musica e dischi)                             | 2              | 27             |

| Чарт (1974)              | Позиция |
| ------------------------ | ------- |
| Италия (Musica e dischi) | 2       |